# Богословский, Борис Петрович
Борис Петрович Богосло́вский (23 июня 1883, Орловская губерния, Российская империя — 18 июля 1920, Омск, РСФСР) — русский военный деятель. Участник Первой мировой войны, подполковник Российской императорской армии (1916), полковник армии Российской республики (1917). После Октябрьской революции некоторое время служил в Красной армии. Был командующим 3-й армией Восточного фронта. В конце июля 1918 года перешёл на сторону Белого движения. Служил на должности начальника штаба Восточного отряда Радолы Гайды, в декабре 1918 года был произведён в генерал-майоры и назначен временно исправляющим должность командующего Сибирской армией. В декабре 1919 года занял должность начальника штаба Восточного фронта. Затем вновь перешёл на сторону Красной армии (по другой версии, был пленён), но был арестован и 18 июля 1920 года расстрелян.

## Биография

### Происхождение и довоенная служба
Борис Петрович Богословский родился 23 июня 1883 года в Орловской губернии. Его отец был врачом, имел чин надворного советника и принадлежал к числу личных почётных граждан Калужской губернии.
В 1900 году Борис Богословский окончил курс наук в Орловском Бахтина кадетском корпусе, после чего 30 августа того же года поступил на службу в Михайловское артиллерийское училище как юнкер рядового звания. 8 мая 1901 года получил звание унтер-офицера, а 9 апреля 1902 года — звание портупей-юнкера. 10 августа 1902 года был произведён в офицерский чин подпоручика и назначен на службу во 2-ю гренадерскую артиллерийскую бригаду (расквартированную в Павловской Слободе), 23 августа зачислен в списки 6-й батареи. Получив 20 августа отпуск на 28 дней, прибыл в бригаду 19 сентября. С 29 октября по 1 декабря 1902 года занимал должность делопроизводителя 6-й батареи.
В 1903 году окончил артиллерийское училище по 1-му разряду. С 17 февраля по 19 марта 1903 года временно заведовал лазаретом 2-й артиллерийской бригады, после чего был утверждён в этой должности и занимал её на протяжении года. 3 октября прикомандирован к управлению бригады для письменных занятий и с 21 октября по 5 декабря временно исправлял должность бригадного адъютанта. 20 марта 1904 года освобождён от должности заведующего бригадным лазаретом и в тот же день назначен делопроизводителем батареи и заведующим учебной кузницей. 18 декабря отчислен от должности делопроизводителя и до 30 сентября 1905 года занимал должность второго старшего офицера 6-й батареи; на протяжении части этого периода, с 16 марта по 18 июля 1905 года, был заведующим хозяйством батареи. 21 августа 1905 года произведён в поручики, со старшинством с 13 августа 1905 года.
30 сентября 1905 года Богословский был отчислен от должности второго старшего офицера 6-й батареи и уже на следующий день стал помощником заведующего бригадной учебной командой; в этой роли он оставался до 31 марта следующего года. С 5 октября 1905 по 1 ноября 1907 года занимал должность заведующего ремонтной конюшни. 7 декабря 1905 года назначен адъютантом 1-го дивизиона и переведён из 6-й батареи в 1-ю. 24 августа 1906 года оставил пост адъютанта 1-го дивизиона и был назначен бригадным казначеем. 7 августа 1907 года назначен заведующим бригадными банями, а 1 декабря того же года — вторым старшим офицером 3-й батареи (одновременно продолжая исполнять должность бригадного казначея).
В начале марта 1908 года в штабе Московского военного округа поручик Богословский проходил предварительный экзамен в Николаевскую военную академию. Вернувшись в часть, 1 июня занял должность заведующего хозяйством 3-й батареи, 6 сентября стал членом бригадного суда, а с 9 по 30 сентября временно принял на себя командование батареей.
20 августа 1909 года Богословский был вновь командирован в Николаевскую академию Генерального штаба, на сей раз для держания экзамена на поступление в академию. 1 сентября произведён в штабс-капитаны, со старшинством с 13 августа 1909 года. Обучение в академии проходил с октября 1909 по май 1912 года и по его завершении был отчислен от академии в свою часть, куда прибыл 14 июня. В день прибытия был назначен первым старшим офицером 4-й батареи.
21 марта 1913 года причислен к Генеральному штабу и прикомандирован для подготовки к службе в нём к штабу Московского военного округа; через месяц прикомандирован к штабу 25-го армейского корпуса. Приказом по Генеральному штабу прикомандирован сроком на один год к 12-му гренадерскому Астраханскому полку для командования ротой в рамках строевого ценза. Прибыв в полк 1 октября 1913 года, с 12 октября командовал 2-й ротой. В марте и мае 1914 года находился в командировках с секретными поручениями, в апреле — в корпусной полевой поездке.

### Участие в Первой мировой войне
17 июля 1914 года после объявления мобилизации Богословский был направлен к штатному месту службы в 25-м корпусе. 2 августа 1914 года вместе со своим корпусом отправился в поход в Восточную Пруссию и в дальнейшем участвовал во всех боевых действиях этого корпуса на протяжении следующего года. 16 ноября 1914 года получил чин капитана (со старшинством с 13 августа 1911 года), с этого же дня — обер-офицер для поручений при штабе 25-го корпуса с переводом в Генеральный штаб. Высочайшим приказом от 20 декабря назначен старшим адъютантом штаба корпуса. В начале осени 1915 года Богословский был допущен к исправлению должности штаб-офицера для поручений при штабе 4-й армии, в которой был официально утверждён 15 августа следующего года. В этот же день произведён в подполковники, со старшинством с 6 декабря 1915 года. Высочайшим указом от 16 августа награждён Георгиевским оружием. Награды Богословский был удостоен за решительные действия в период с 6 по 9 июля 1915 года, когда с опасностью для жизни остановил продвижение неприятельских войск у деревни Эгерсдорф. В силу занимаемой должности Богословский направлялся в командировки в другие войсковые части. Во время одной из таких поездок (в 10-й армейский корпус) 25 сентября 1916 года при переходе с одного наблюдательного пункта на другой он был контужен близким разрывом вражеского снаряда.
С середины ноября 1916 года Богословский временно исправлял должность старшего адъютанта разведывательного отделения штаба 4-й армии (с 30 января 1917 года постоянная должность). 3 декабря 1916 года вступил с русскими войсками на территорию Румынии. 21 октября 1917 года приказом Временного правительства назначен на должности штаб-офицера и заведующего обучающимися Николаевской академии Генерального штаба, а к концу года стал адъюнктом начальника Николаевской военной академии А. И. Андогского. 6 декабря 1917 года был произведён в полковники.

### Участие в Гражданской войне

#### В Красной армии
С января по июль 1918 года Богословский оставался заведующим слушателями академии Генерального штаба и преподавал ряд предметов (тактику, военную администрацию и военную статистику). Пользовался уважением как у учащихся академии, так и у её преподавателей. В феврале 1918 года Богословский поступил на службу в Рабоче-крестьянскую Красную армию, где ему было предложено сформировать генерал-квартирмейстерскую часть штаба Петроградского военного округа. После формирования этой части Борис Богословский был назначен её начальником, но уже 17 апреля 1918 года его направили в Екатеринбург в распоряжение начальника академии Генерального штаба (академия была перебазирована в Екатеринбург в марте). 20 июля Богословский был назначен командующим вновь созданной 3-й армией (вступил в должность 23 июля), которая воевала на Восточном фронте РККА.

#### В Белой армии
В ночь с 23 на 24 июля 1918 года Богословский покинул расположение штаба 3-й армии, отказавшись эвакуироваться из Екатеринбурга, и перешел к белым, прихватив оперативные документы. Уже 28 июля он стал начальником штаба Средне-Сибирского корпуса, а на следующий день был «зачислен в резерв по штабу формирования Народной армии». Между 18 и 22 августа 1918 года (разные источники приводят разные даты) назначен исправляющим должность начальника штаба Восточного отряда Радолы Гайды. С 12 или 19 октября занимал должность начальника штаба Екатеринбургской группы войск, а 24 декабря произведён в генерал-майоры и назначен временно исправляющим должность начальника штаба Сибирской армии, сформированной на основе Екатеринбургской группы. 25 декабря в результате успешных действий командования Народной армии и лично Богословского войска Народной армии захватили Пермь. В благодарность за взятие города Александр Колчак наградил Богословского орденом Святого Георгия 4-й степени и 4 января утвердил в должности начальника штаба Сибирской армии.
Богословский возглавлял штаб Сибирской армии до середины июля 1919 года, а с 17 марта одновременно был исправляющим должность начальника штаба Западной армии. В это же время он был членом думы георгиевских кавалеров Западной армии. 1 июля 1919 года отправлен в Омск в распоряжение штаба Верховного главнокомандующего. 22 июля 1919 года занял должность штатного преподавателя Военной академии, а 2 августа назначен инспектором школ и пополнений Восточного фронта. Со 2 октября был начальником Управления генерала для поручений при начальнике штаба Верховного главнокомандующего, там же исполнял обязанности инспектора пополнений, а 12 декабря назначен начальником штаба Восточного фронта.
Биографические справочники сообщают, что 29 декабря 1919 года Богословский получил ранение при взрыве эшелона с боеприпасами на станции Ачинск. Согласно генерал-майору императорской армии Михаилу Иностранцеву, при взрыве был ранен не сам Богословский, а находившаяся при нём в поезде генерала Каппеля жена. В результате взрыва на станции эшелона с боеприпасами сам Богословский был ранен легко, а жена Богословского получила ранение обеих ног. Это не позволило ей продолжать путь и заставило остаться на станции. Богословский решил остаться с женой.

#### Второй переход к красным. Арест и казнь
6 января 1920 года Богословский по собственной инициативе, оставив штаб, прибыл в Красноярск, где находилась 30-я стрелковая дивизия РККА. Из штаба этой дивизии он был отправлен в Томск в распоряжение разведывательного отделения штаба 5-й армии, куда добрался 20 января.
Уже 23 января 1920 года Богословский был направлен в особую комиссию по регистрации военнопленных и перебежчиков, где его арестовали сотрудники Особого отдела 5-й армии и отправили в Красноярскую тюрьму. С 23 июня 1920 года дело Богословского вёл полномочный представитель ВЧК по Сибири. В это время подследственный пребывал в Омской тюрьме, 17 июля 1920 года президиумом полномочного представительства ВЧК по Сибири приговорён к расстрелу и казнён там же на следующий день.
Некоторое время считалось, что Борис Петрович Богословский, как и многие другие участники Белого движения, был посмертно реабилитирован. Однако, согласно заключению прокуратуры Омской области от 29 декабря 1991 года Богословский признан не подлежащим реабилитации.

## Личная жизнь
По состоянию на 1914 год Богословский не состоял в браке, но в июле 1918 года был женат первым браком на бракоразведённой Марии Иосифовне Альтман, православного вероисповедания, которая ранее была замужем за штабс-ротмистром.

## Оценки и награды
Генерал-майор Михаил Иностранцев охарактеризовал Богословского как энергичного и дельного преподавателя, который всего себя отдавал военной науке, за что и пользовался уважением среди слушателей Николаевской академии Генштаба. В своих воспоминаниях Иностранцев называет Богословского «прекрасным штаб-офицером».
Борис Петрович Богословский был удостоен следующих российских и иностранных наград:

### Российская империя и Российская республика
- Орден Святого Станислава 3-й степени (24 июня 1907);
  - Мечи и бант к ордену Святого Станислава 3-й степени (Приказ по 4-й армии № 949 от 27 июня 1915, утверждено Высочайшим приказом от 3 июля 1916);
- Орден Святой Анны 3-й степени (19 мая 1912) «за отличные успехи в науках в академии»
  - Мечи и бант к ордену Святой Анны 3-й степени (Приказ войскам 4-й армии № 1888 от 12 января 1916, утверждён в дополнении к Приказу по армии и флоту от 4 марта 1917);
- Светло-бронзовая медаль «В память 100-летия Отечественной войны 1812 г.»;
- Светло-бронзовая медаль «В память 300-летия царствования дома Романовых»;
- Орден Святого Станислава 2-й степени с мечами (Высочайший приказ от 7 января 1915);
- Орден Святой Анны 2-й степени с мечами (30 января 1915);
- Орден Святого Владимира 4-й степени с мечами и бантом (18 мая 1915);
- Орден Святой Анны 4-й степени с надписью «За храбрость» (Приказ по 9-й армии № 37 от 29 января 1915, утверждён Высочайшим приказом от 28 августа 1915);
- Георгиевское оружие (Приказ по войскам 4-й армии № 1524 от 31 октября 1915, утверждёно Высочайшим приказом от 16 августа 1916[25])  «за то, что, состоя старшим адъютантом штаба XXV армейского корпуса, во время боёв под д. Эгерсдорф, с 6-го по 9-е июля 1915 года, своей доблестной и самоотверженной деятельностью, неоднократно подвергая свою жизнь явной опасности, действительно способствовал к достижению задачи, поставленной отряду — удержать стремительный натиск противника, причём было захвачено в плен 16 офицеров и 1138 нижних чинов»;
- Высочайшее благоволение (6 февраля 1917) «за отличие в делах против неприятеля».

### Белое движение
- Орден Святого Георгия 4-й степени (6 января 1919)
— «за взятие Перми»;
- Орден Святого Владимира 3-й степени с мечами (21 мая 1919).

### Иностранные
- Орден Святых Михаила и Георгия 3-го класса (Великобритания, 1917);
- Военный крест с пальмовой ветвью (Франция, 5 февраля 1919).